# Cleithrum
Das Cleithrum (altgr. κλειθρον kleithrom ‚Schloss, Riegel‘) ist ein paariger Deckknochen im Schultergürtel nicht amniotischer und primitiver amniotischer Wirbeltiere. Ein Cleithrum besitzen alle Knochenfische, es fehlt dagegen den Knorpelfischen. Bei urtümlichen Knochenfischen wie den Störartigen, den Knochenhechten und dem Kahlhecht liegt es auf der Scapula, außen am Körper. Als einzige rezente Landwirbeltiere besitzen die Frösche noch einen Cleithrumrest, der am Vorderrand der knorpeligen Suprascapula liegt. Alle rezente Amnioten (Reptilien, Vögel, Säugetiere) sind ohne Cleithrum.